# Naskalat-hegység
A Naskalat-hegység a Csíki-havasok legmagasabb hegyvonulata.

## Leírása
A Naskalat-hegység a Csíki-havasok hegyvonulata, legmagasabb pontja 1553 méter, a hegység második legmagasabb pontja 1550 m magasságával a Naskalat-tető, mely Gyimesközéploktól és a Hidegségtől nyugatra fekszik, a tetőhöz közel található a Kondra kereszt. 
A második világháború idején, 1944 őszén itt vonultak vissza a Gyimesi-szorost és környékét védő, a nagy orosz erőket feltartóztató székely és csángó 32-es határvadász zászlóalj és a hozzájuk csatlakozó töredékek, Csíkszenttamás, Csíkszentdomokos felé, az orosz támadások közepette. 
A hegy csodás táján több esztena is található, legelésző juhnyájakkal, a távolban láthatók a Keleti-Kárpátok hegyvonulatai és a Csíki-havasok.